# Kammartjänare

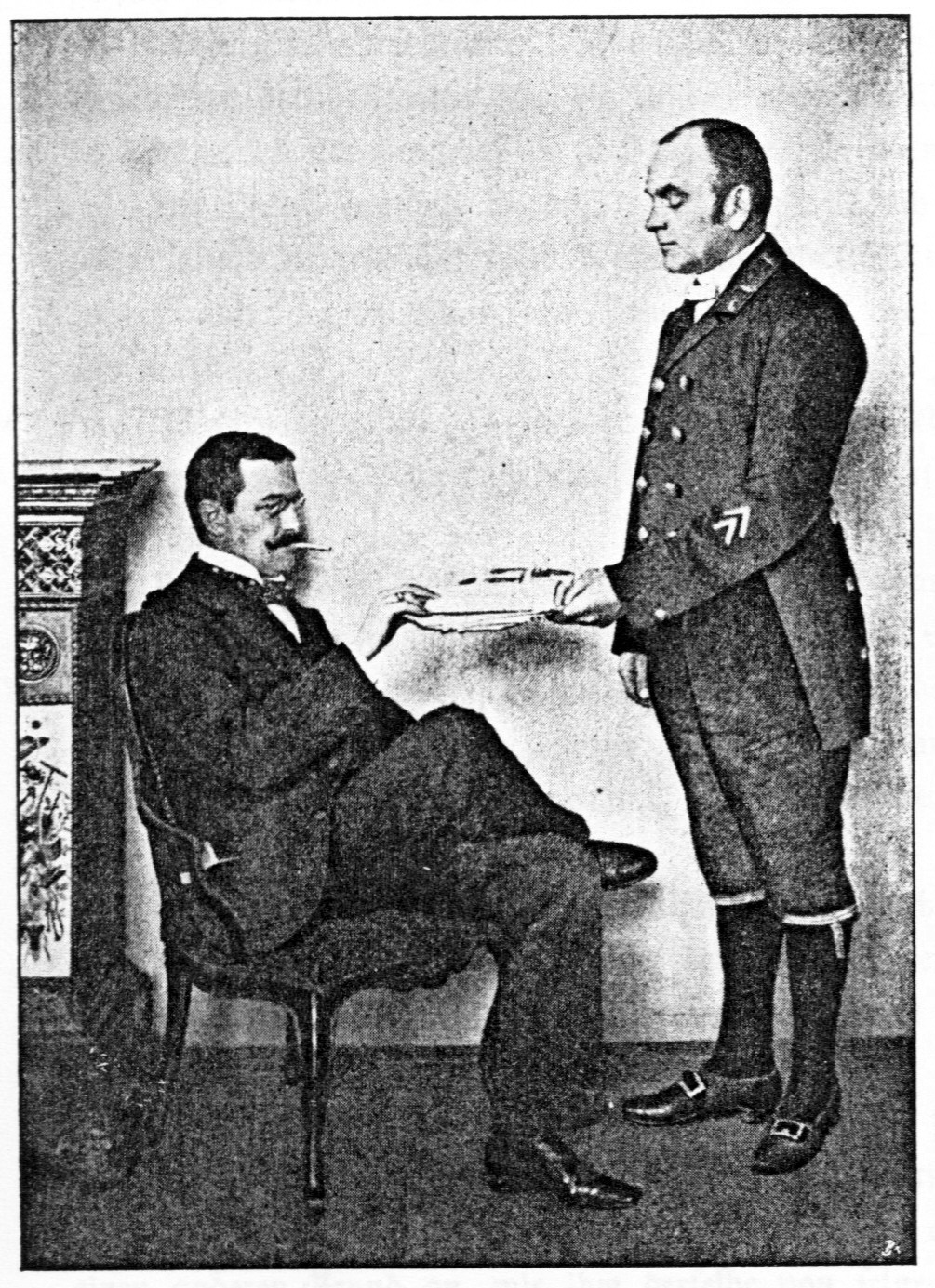
Kammartjänare ger sin arbetsgivare tidningen. Tyskland, cirka 1900.

En kammartjänare eller kammarbetjänt var en man eller pojke som hade till uppgift att biträda sin arbetsgivare på dennes rum. Kammartjänaren skötte garderoben och såg till att adekvata kläder togs fram, och hjälpte till med på- och avklädning. Han skulle också se till att de var tvättade och strukna. 
Högreståndspersoner använde sig av kammartjänaren även när de skötte den personliga hygienen. I och med detta förväntades han hålla tyst om vad han fick se och höra i intima situationer. Kammartjänaren hade hög status bland hushållspersonalen. Det belyses i följande talesätt från 1700-talet: ”Ingen är stor inför sin kammartjänare”.
I vissa länder, till exempel Sverige, har manliga betjänter varit ovanliga och det har i stället oftast varit flickor och kvinnor som dominerat bland de husligt anställda, främst i form av pigor, hembiträden och barnflickor

### Fotnoter
1. ↑  ”Betjänt – yrke med framtidsutsikter i Sverige 1966?”. SR Minnen. 25 februari 1966. Arkiverad från originalet den 28 januari 2011. https://web.archive.org/web/20110128092531/http://sverigesradio.se/sida/artikel.aspx?programid=1602&artikel=1597896. Läst 21 februari 2012.  ”Nämns tidigt i programmet”